# Шосткинский городской совет
Шосткинский городской совет (укр. Шосткинська міська рада) — входит в состав
Сумской области
Украины.
Административный центр городского совета находится в
г. Шостка
.

## Населённые пункты совета
- г. Шостка